# Finansielt nøgletal
Finansielle nøgletal (sommetider blot omtalt som nøgletal) er tal, der sammenfatter centrale forhold fra en virksomheds regnskab. De beregnes typisk ud fra værdier fra resultatopgørelsen eller balancen, og deres formål er at opnå et hurtigt, omend forenklet, overblik over virksomhedens situation. Meget ofte opgøres de som brøker, dvs. et regnskabstal opgjort som andel af et andet tal.
Nøgletal bruges bl.a. til at vurdere virksomheders rentabilitet, soliditet, likviditet og finansieringsstruktur.
Nøgletal beregnes normalt ud fra historiske data, og de kan blive påvirket af sæsonsvingninger og ændringer i virksomhedens finansieringsstruktur. De bør derfor tolkes med varsomhed.

## Typiske nøgletal
Typiske nøgletal er:
- afkastningsgrad[1] - virksomhedens overskud (normalt dens resultat af primær drift, dvs. overskuddet før renter og skat, også kaldet EBIT) divideret med værdien af de samlede aktiver
- overskudsgrad[1] - virksomhedens overskud (normalt dens resultat af primær drift, dvs. overskuddet før renter og skat) divideret med dens omsætning
- aktivernes omsætningshastighed - virksomhedens omsætning divideret med værdien af de samlede aktiver
- egenkapitalafkast[1] (ROE) - virksomhedens overskud efter renter divideret med egenkapitalen
- Price/earnings (P/E) - virksomhedens handelsværdi (for aktieselskaber dens aktiekursværdi) divideret med et udtryk for virksomhedens indtjening, f.eks. den gennemsnitlige indtjening i en årrække
- Kurs/indre værdi (K/I) - virksomhedens aktiekursværdi divideret med de bogførte aktivers værdi